# جون جرايكين
جون باتريك جرايكين (ولد في يونيو 1956) هو ملياردير أيرلندي امريكى الأصل، مؤسس ورئيس مجلس إدارة شركة الأسهم Lone Star Funds.

## الحياة السابقة
ولد جون باتريك جرايكين في يونيو 1956 ونشأ في كوشيت، ماساتشوستس، إحدى ضواحي بوسطن. حصل جون على درجة البكالوريوس في الاقتصاد من جامعة بنسلفانيا، وماجستير في إدارة الأعمال من كلية هارفارد للأعمال عام 1982.

## مهنة
عمل جرايكين لأول مرة في مورجان ستانلي قبل انضمامه إلى الملياردير روبرت باس.
أسس جرايكين لون ستار في عام 1995. وفي عام 1999، أصبح جرايكين مواطنًا أيرلنديًا لأغراض ضريبية، متخليًا عن جنسيته الأمريكية.

## الأعمال الخيرية
في مارس 2017، قدمت إيلين وجون جرايكين هدية قيمتها 25 مليون دولار إلى مركز بوسطن الطبي (BMC) لإنشاء مركز جرايكين لعلاج الإدمان ويعد ذلك أكبر تبرع في تاريخ المركز، عادة ما يقدم الزوجان تبرعاتهم دون الكشف عن هويتهم إلا انهم قد أوضحوا أنهم اعلنوها هذه المرة ليشجعوا الآخرين على ترك الإدمان.
في أبريل 2017 ، قدم جرايكين هدية لكلية وارتون بجامعة بنسلفانيا لتمويل برنامج جرايكين الخاص بالعقارات الدولية.